# Похідна одиниця SI, що має власну назву
Похідні одиниці SI, що мають спеціальні назви та позначення, схвалені CGPM (Генеральна конференція мір і ваг, фр. Conference generate des poids et mesures), наведено у таблицях. Усього таких похідних одиниць є 22.
| Величина                        | Одиниця вимірювання | Одиниця вимірювання          | Позначення | Позначення | Вираження через основні одиниці SI |
| Величина                        | українська назва    | французька/англійська назва  | українське | міжнародне | Вираження через основні одиниці SI |
| ------------------------------- | ------------------- | ---------------------------- | ---------- | ---------- | ---------------------------------- |
| Площинний кут                   | радіан              | radian                       | рад        | rad        | м·м−1 = 1                          |
| Просторовий кут                 | стерадіан           | steradian                    | ср         | sr         | м2·м−2 = 1                         |
| Температура за шкалою Цельсія   | градус Цельсія      | degré Celsius/degree Celsius | °C         | °C         | K                                  |
| Частота                         | герц                | hertz                        | Гц         | Hz         | с−1                                |
| Сила                            | ньютон              | newton                       | Н          | N          | кг·м·c−2                           |
| Енергія                         | джоуль              | joule                        | Дж         | J          | Н·м = кг·м2·c−2                    |
| Потужність                      | ват                 | watt                         | Вт         | W          | Дж/с = кг·м2·c−3                   |
| Тиск, напруження механічне      | паскаль             | pascal                       | Па         | Pa         | Н/м2 = кг·м−1·с−2                  |
| Світловий потік                 | люмен               | lumen                        | лм         | lm         | кд·ср                              |
| Освітленість                    | люкс                | lux                          | лк         | lx         | лм/м² = кд·ср/м²                   |
| Електричний заряд               | кулон               | coulomb                      | Кл         | C          | А·с                                |
| Різниця електричних потенціалів | вольт               | volt                         | В          | V          | Дж/Кл = кг·м2·с−3·А−1              |
| Електричний опір                | ом                  | ohm                          | Ом         | Ω          | В/А = кг·м2·с−3·А−2                |
| Електрична ємність              | фарад               | farad                        | Ф          | F          | Кл/В = с4·А2·кг−1·м−2              |
| Магнітний потік                 | вебер               | weber                        | Вб         | Wb         | кг·м2·с−2·А−1                      |
| Магнітна індукція               | тесла               | tesla                        | Тл         | T          | Вб/м2 = кг·с−2·А−1                 |
| Індуктивність                   | генрі               | henry                        | Гн         | H          | кг·м2·с−2·А−2                      |
| Електрична провідність          | сіменс              | siemens                      | См         | S          | Ом−1 = с3·А2·кг−1·м−2              |

| Величина                  | Одиниця вимірювання | Одиниця вимірювання         | Позначення | Позначення | Вираження через основні одиниці SI |
| Величина                  | українська назва    | французька/англійська назва | українське | міжнародне | Вираження через основні одиниці SI |
| ------------------------- | ------------------- | --------------------------- | ---------- | ---------- | ---------------------------------- |
| Активність (радіонукліда) | бекерель            | becquerel                   | Бк         | Bq         | с−1                                |
| Поглинена доза            | грей                | gray                        | Гр         | Gy         | Дж/кг = м2·c−2                     |
| Ефективна доза            | зіверт              | sievert                     | Зв         | Sv         | Дж/кг = м2·c−2                     |
| Каталітична активність    | катал               | katal                       | кат        | kat        | моль·с−1                           |

Слід зазначити, що похідна одиниця SI в деяких випадках може бути ідентичною основній одиниці SI. Наприклад, кількість опадів подається як об'єм опадів на одиницю площі, яка є похідною величиною, і, отже, виражена в похідній одиниці. Когерентною похідною одиницею SI є кубічний метр, поділений на квадратний метр, що дорівнює метру, який також є основною одиницею SI, позначення м³/м² = м.